# Sphagnum russowii
Sphagnum russowii ist ein Torfmoos, das der Gattung Sphagnum zugeordnet ist und zu der Abteilung der Laubmoose (Bryophyta) gehört. Es wird im deutschen Sprachgebiet Russow-Torfmoos, Russows Torfmoos und Russowsches Torfmoos oder auch Derbes Torfmoos genannt.

## Beschreibung

### Merkmale der Pflanze
Das Russow-Torfmoos ist ein Torfmoos von normaler Größe in lockeren Rasen, die in freiliegenden Beständen aber auch kompakt gestaltet sein können. Die Pflanzen mit den gestutzten, sternförmigen Köpfchen sind von bleichgrün über gelbbräunlich zu rosa- und violettrot gefärbt. Im getrockneten Zustand fehlt der metallische Glanz.
Die Stämmchen sind rot und grün gefärbt. Die meist rechteckigen Zellen der Stämmchenepidermis enthalten eine einzelne, runde oder eiförmige, distal angeordnete Pore; manche Zellen und auch ganze Stämmchen sind gelegentlich porenlos. Die zungenförmigen, 1,3 bis 1,6 Millimeter langen Stammblätter besitzen eine breit gerundete oder zugespitzte und am Rand gekerbte, manchmal gezähnte Blattspitze. Der Blattsaum ist am Grund mit mehr als einem Viertel der Blattbreite stark entwickelt.  Die hyalinen Zellen sind kurz rhombisch, meist ohne Fibrillen und ungeteilt oder einfach (bis zweifach) geteilt.
Die am Stamm ansetzenden, in faszikel- oder wirtelähnlichen Astbüscheln mit zwei abstehenden und ein bis zwei hängenden Ästen stehenden, langen und schlanken Äste sind nie fünfreihig beblättert. Die eiförmig-lanzettlichen, 1,3 bis 1,6 Millimeter langen Astblätter verlaufen gerade und sind im Querschnitt konkav; die Blattspitze ist stark nach oben gerollt. Die Hyalocyten der konvexen Blattaußenseite sind mit zahlreichen runden bis elliptischen Poren entlang der an die Chlorocyten angrenzenden Ränder ausgestattet, wobei die Form sich von kleinen, runden Poren von der Blattspitze weg zu großen, elliptischen Poren zum Blattgrund hin verändert. Die konkave Blattinnenseite trägt üblicherweise durchgehend große, runde Poren; manchmal sind sie auf die proximalen Teile des Blattes beschränkt.

### Geschlechtliche Merkmale
Die geschlechtliche Ausrichtung ist durch die diözische oder zweihäusige Form der Geschlechtsverteilung gekennzeichnet. Einige Exemplare scheinen allerdings monözisch oder einhäusig zu sein. Die Sporophyten sind nicht häufig entwickelt. Die Sporenkapseln reifen vom späten Frühling bis in den frühen Sommer. Die Sporen des Russow-Torfmooses   messen 18 bis 33 Mikrometer und tragen an beiden Oberflächen grobe Auswüchse.

## Vorkommen und Verbreitung
Das Russow-Torfmoos ist zirkumpolar in der Holarktis verbreitet. Die sich in Tief- bis zu Mittellagen befindlichen Habitate sind nährstoffarme bis nährstoffreiche Übergangs- und Niedermoore, Waldsümpfe mit feuchten Koniferenwäldern, Borstgrasrasen und Bachrändern mit sauren pH-Werten von 3,4 bis 4,8. Die Vorkommen auf dem nordamerikanischen Kontinent sind mit Grönland, dem gesamten Gebiet Kanadas und großteils dem Norden und Nordosten der Vereinigten Staaten beschrieben. Das Russow-Torfmoos ist in Europa weit verbreitet. Mitteleuropäische Vorkommen sind beispielsweise aus Deutschland, Österreich, der Schweiz und Polen bekannt.
Das Russow-Torfmoos ist mit dem Zentrierten Torfmoos (Sphagnum centrale), dem Trügerischen Torfmoos (Sphagnum fallax), dem Gefransten  Torfmoos (Sphagnum fimbriatum), dem Girgensohns Torfmoos (Sphagnum girgensohnii), dem Fünfzeiligen Torfmoos (Sphagnum quinquefarium) und dem Sphagnum squarrosum vergesellschaftet.

## Systematik
Das Russow-Torfmoos wurde 1886 von Carl Friedrich Warnstorf in Hedwigia, Band 25, Seite 225 erstbeschrieben. Es wird in der Sektion Acutifolia der Gattung Sphagnum innerhalb der monogenerischen Familie Sphagnaceae geführt. Als Synonyme werden Sphagnum robustum Röll und Sphagnum acutifolium var. robustum Russow genannt.

## Gefährdungssituation und Schutzmaßnahmen
Die Art wird in diversen nationalen Roten Listen gefährdeter Arten Deutschlands sowie einiger seiner Länder und der Schweiz mit Gefährdungskategorien versehen. Der Gefährdung wird durch die Europäische Union und ihren Mitgliedstaaten durch Schutzmaßnahmen für die Gattung Torfmoose begegnet.